# Luna (Saragosse)
Pour les articles homonymes, voir Luna.
Luna est une commune d’Espagne, dans la province de Saragosse, communauté autonome d'Aragon, de la comarque de Cinco Villas.

## Démographie
| 1842 | 1877  | 1897  | 1900  | 1910  | 1920  | 1930  | 1940  | 1950  |
| ---- | ----- | ----- | ----- | ----- | ----- | ----- | ----- | ----- |
| 957  | 1 728 | 1 712 | 1 761 | 2 054 | 2 433 | 2 611 | 2 607 | 2 136 |

| 1960  | 1970  | 1981  | 1991  | 2001 | - | - | - | - |
| ----- | ----- | ----- | ----- | ---- | - | - | - | - |
| 1 893 | 1 533 | 1 150 | 1 002 | 897  | - | - | - | - |

## Lieux et monuments
- Château de la couronne (Luna) (es)
- Château d'Obano (es) qui faisait partie de la maison du Temple de Luna[Note 1] au sein de la province templière d'Aragon[1].
- Château de Villaverde (es)
- Château de Yéquera (es)

## Jumelages
Arzacq-Arraziguet (France) depuis 2004